# Picornavirales
Ordre
Les Picornavirales sont un ordre de virus dont les hôtes sont des vertébrés, des insectes ou des plantes . Ce groupe est constitué de virus qui ont un génome formé d'ARN simple brin à polarité positive (ssRNA).

## Liste des familles
Selon Catalogue of Life (6 juin 2014) :
- famille des Dicistroviridae
- famille des Iflaviridae
- famille des Marnaviridae
- famille des Picornaviridae
- famille des Secoviridae.

## Liste des familles, sous-familles, genres, espèces et non-classés
Selon NCBI (6 juin 2014) :
- famille des Dicistroviridae
  - genre Aparavirus
    - Acute bee paralysis virus
      - non-classé Acute bee paralysis virus strain Rothamsted

    - Virus israélien de la paralysie aiguë
    - Kashmir bee virus
    - Solenopsis invicta virus-1
      - non-classé Solenopsis invicta virus 1(TX5)
      - non-classé Solenopsis invicta virus 1A

    - Taura syndrome virus

  - genre Cripavirus
    - Aphid lethal paralysis virus
    - Black queen cell virus
    - Cricket paralysis virus
      - non-classé Cricket paralysis virus Teleogryllus commodus/Australia/CrPVVIC/1968

    - Drosophila C virus
      - non-classé Drosophila C virus strain EB

    - Himetobi P virus
    - Homalodisca coagulata virus-1
    - Plautia stali intestine virus
    - Rhopalosiphum padi virus
    - Triatoma virus

  - non-classé unassigned Dicistroviridae
- famille des Iflaviridae
  - genre Iflavirus
    - Deformed wing virus
      - non-classé Kakugo virus

    - Ectropis obliqua virus
      - non-classé Ectropis obliqua picorna-like virus

    - Infectious flacherie virus
      - non-classé Infectious flacherie virus isolate silkworm

    - Perina nuda virus
    - Sacbrood virus
      - non-classé Sacbrood virus CSBV-LN/China/2009

    - Slow bee paralysis virus
    - Varroa destructor virus-1
- famille des Marnaviridae
  - genre Marnavirus
    - Heterosigma akashiwo RNA virus
      - non-classé Heterosigma akashiwo RNA virus SOG263
- famille des Picornaviridae
  - genre Aphthovirus
    - Bovine rhinitis A virus
    - Bovine rhinitis B virus
    - Equine rhinitis A virus
    - Foot-and-mouth disease virus
      - non-classé Foot-and-mouth disease virus - type A
        - non-classé Foot-and-mouth disease virus (strain A10-61)
        - non-classé Foot-and-mouth disease virus (strain A12)
        - non-classé Foot-and-mouth disease virus (strain A24 Cruzeiro)
        - non-classé Foot-and-mouth disease virus (strain A5)
        - non-classé Foot-and-mouth disease virus A/APA/25/84
        - non-classé Foot-and-mouth disease virus A/APN/41/84
        - non-classé Foot-and-mouth disease virus A/APS/44/05
        - non-classé Foot-and-mouth disease virus A/APS/50/05
        - non-classé Foot-and-mouth disease virus A/APS/55/05
        - non-classé Foot-and-mouth disease virus A/APS/66/05
        - non-classé Foot-and-mouth disease virus A/APS/68/05
        - non-classé Foot-and-mouth disease virus A/BIM/46/95
        - non-classé Foot-and-mouth disease virus A/GUM/33/84
        - non-classé Foot-and-mouth disease virus A/IND/16/82
        - non-classé Foot-and-mouth disease virus A/IND/17/77
        - non-classé Foot-and-mouth disease virus A/IND/17/82
        - non-classé Foot-and-mouth disease virus A/IND/19/76
        - non-classé Foot-and-mouth disease virus A/IND/2/68
        - non-classé Foot-and-mouth disease virus A/IND/20/82
        - non-classé Foot-and-mouth disease virus A/IND/22/82
        - non-classé Foot-and-mouth disease virus A/IND/25/81
        - non-classé Foot-and-mouth disease virus A/IND/26/82
        - non-classé Foot-and-mouth disease virus A/IND/3/77
        - non-classé Foot-and-mouth disease virus A/IND/5/68
        - non-classé Foot-and-mouth disease virus A/IND/54/79
        - non-classé Foot-and-mouth disease virus A/IND/57/79
        - non-classé Foot-and-mouth disease virus A/IND/7/82
        - non-classé Foot-and-mouth disease virus A/IND/73/79
        - non-classé Foot-and-mouth disease virus A/IND/85/79
        - non-classé Foot-and-mouth disease virus A/IND/86/79
        - non-classé Foot-and-mouth disease virus A/IRN/05
        - non-classé Foot-and-mouth disease virus A/ORS/66/84
        - non-classé Foot-and-mouth disease virus A/ORS/75/88
        - non-classé Foot-and-mouth disease virus A/TNAn/60/947
        - non-classé Foot-and-mouth disease virus A/TNC/71/94
        - non-classé Foot-and-mouth disease virus A10/Holland
        - non-classé Foot-and-mouth disease virus A22/550/Azerbaijan/65
        - non-classé Foot-and-mouth disease virus A22/India/17/77
        - non-classé Foot-and-mouth disease virus GAM/51/98/A
        - non-classé Foot-and-mouth disease virus K/37/84/A
        - non-classé Foot-and-mouth disease virus KEN/1/76/A

      - non-classé Foot-and-mouth disease virus - type Asia 1
        - non-classé Aphthovirus Asia
        - non-classé Foot-and-mouth disease virus Asia/IRN/05

      - non-classé Foot-and-mouth disease virus - type C
        - non-classé Foot-and-mouth disease virus (strain C1-Santa Pau)
        - non-classé Foot-and-mouth disease virus (strain C3 Indaial)
        - non-classé Foot-and-mouth disease virus C-S8c1
        - non-classé Foot-and-mouth disease virus C1
        - non-classé Foot-and-mouth disease virus C2
        - non-classé Foot-and-mouth disease virus C3
        - non-classé Foot-and-mouth disease virus C4
        - non-classé Foot-and-mouth disease virus C5

      - non-classé Foot-and-mouth disease virus - type O
        - non-classé Foot-and-mouth disease virus (strain O1)
        - non-classé Foot-and-mouth disease virus - Akesu/58
        - non-classé Foot-and-mouth disease virus HKN/2002
        - non-classé Foot-and-mouth disease virus O/BKF/2/92
        - non-classé Foot-and-mouth disease virus O/ES/2001
        - non-classé Foot-and-mouth disease virus O/HK/2001
        - non-classé Foot-and-mouth disease virus O/IND146/99
        - non-classé Foot-and-mouth disease virus O/IND148/99
        - non-classé Foot-and-mouth disease virus O/IND153/99
        - non-classé Foot-and-mouth disease virus O/IND160/99
        - non-classé Foot-and-mouth disease virus O/IND164/99
        - non-classé Foot-and-mouth disease virus O/IND170/97
        - non-classé Foot-and-mouth disease virus O/IND175/99
        - non-classé Foot-and-mouth disease virus O/IND185/99
        - non-classé Foot-and-mouth disease virus O/IND205/99
        - non-classé Foot-and-mouth disease virus O/IND207/99
        - non-classé Foot-and-mouth disease virus O/IND208/99
        - non-classé Foot-and-mouth disease virus O/IND210/99
        - non-classé Foot-and-mouth disease virus O/IND23/99
        - non-classé Foot-and-mouth disease virus O/IND249/99
        - non-classé Foot-and-mouth disease virus O/IND256/99
        - non-classé Foot-and-mouth disease virus O/IND27/97
        - non-classé Foot-and-mouth disease virus O/IND275/97
        - non-classé Foot-and-mouth disease virus O/IND278/97
        - non-classé Foot-and-mouth disease virus O/IND28/97
        - non-classé Foot-and-mouth disease virus O/IND281/97
        - non-classé Foot-and-mouth disease virus O/IND282/99
        - non-classé Foot-and-mouth disease virus O/IND285/99
        - non-classé Foot-and-mouth disease virus O/IND287/99
        - non-classé Foot-and-mouth disease virus O/IND296/97
        - non-classé Foot-and-mouth disease virus O/IND31/97
        - non-classé Foot-and-mouth disease virus O/IND33/97
        - non-classé Foot-and-mouth disease virus O/IND352/97
        - non-classé Foot-and-mouth disease virus O/IND37/97
        - non-classé Foot-and-mouth disease virus O/IND38/97
        - non-classé Foot-and-mouth disease virus O/IND380/97
        - non-classé Foot-and-mouth disease virus O/IND384/97
        - non-classé Foot-and-mouth disease virus O/IND39/97
        - non-classé Foot-and-mouth disease virus O/IND391/97
        - non-classé Foot-and-mouth disease virus O/IND399/97
        - non-classé Foot-and-mouth disease virus O/IND407/97
        - non-classé Foot-and-mouth disease virus O/IND409/97
        - non-classé Foot-and-mouth disease virus O/IND410/97
        - non-classé Foot-and-mouth disease virus O/IND411/97
        - non-classé Foot-and-mouth disease virus O/IND414/97
        - non-classé Foot-and-mouth disease virus O/IND420/97
        - non-classé Foot-and-mouth disease virus O/IND423/97
        - non-classé Foot-and-mouth disease virus O/IND424/97
        - non-classé Foot-and-mouth disease virus O/IND427/98
        - non-classé Foot-and-mouth disease virus O/IND461/97
        - non-classé Foot-and-mouth disease virus O/IND463/97
        - non-classé Foot-and-mouth disease virus O/IND464/97
        - non-classé Foot-and-mouth disease virus O/IND465/97
        - non-classé Foot-and-mouth disease virus O/IND469/98
        - non-classé Foot-and-mouth disease virus O/IND47/98
        - non-classé Foot-and-mouth disease virus O/IND48/98
        - non-classé Foot-and-mouth disease virus O/IND485/97
        - non-classé Foot-and-mouth disease virus O/IND49/97
        - non-classé Foot-and-mouth disease virus O/IND54/98
        - non-classé Foot-and-mouth disease virus O/IND55/98
        - non-classé Foot-and-mouth disease virus O/IND56/98
        - non-classé Foot-and-mouth disease virus O/IND57/98
        - non-classé Foot-and-mouth disease virus O/IND61/97
        - non-classé Foot-and-mouth disease virus O/IND63/97
        - non-classé Foot-and-mouth disease virus O/IND64/97
        - non-classé Foot-and-mouth disease virus O/IND64/98
        - non-classé Foot-and-mouth disease virus O/IND65/98
        - non-classé Foot-and-mouth disease virus O/IND66/98
        - non-classé Foot-and-mouth disease virus O/IND70/97
        - non-classé Foot-and-mouth disease virus O/IND74/97
        - non-classé Foot-and-mouth disease virus O/IND75/97
        - non-classé Foot-and-mouth disease virus O/IND78/97
        - non-classé Foot-and-mouth disease virus O/IND79/97
        - non-classé Foot-and-mouth disease virus O/IND81/98
        - non-classé Foot-and-mouth disease virus O/IND81/99
        - non-classé Foot-and-mouth disease virus O/IND82/97
        - non-classé Foot-and-mouth disease virus O/IRN/05
        - non-classé Foot-and-mouth disease virus O/KEN/1/91
        - non-classé Foot-and-mouth disease virus O/SKR/2000
        - non-classé Foot-and-mouth disease virus O/swine/1997
        - non-classé Foot-and-mouth disease virus O/UKG/3952/2001
        - non-classé Foot-and-mouth disease virus O/UKG/4014/2001
        - non-classé Foot-and-mouth disease virus O/UKG/4141/2001
        - non-classé Foot-and-mouth disease virus O/UKG/4998/2001
        - non-classé Foot-and-mouth disease virus O/UKG/5470/2001
        - non-classé Foot-and-mouth disease virus O/UKG/5681/2001
        - non-classé Foot-and-mouth disease virus O/UKG/7039/2001
        - non-classé Foot-and-mouth disease virus O/UKG/7299/2001
        - non-classé Foot-and-mouth disease virus O/UKG/9161/2001
        - non-classé Foot-and-mouth disease virus O/UKG/9443/2001
        - non-classé Foot-and-mouth disease virus O5India

      - non-classé Foot-and-mouth disease virus - type SAT 1
      - non-classé Foot-and-mouth disease virus - type SAT 2
      - non-classé Foot-and-mouth disease virus - type SAT 3

  - genre Aquamavirus
    - Aquamavirus A
      - non-classé Seal picornavirus type 1

  - genre Avihepatovirus
    - Duck hepatitis A virus
      - non-classé Duck hepatitis A virus 1
        - non-classé Duck hepatitis virus DHV-HS
        - non-classé Duck hepatitis virus DHV-HSS

      - non-classé Duck hepatitis A virus 2
        - non-classé Duck hepatitis virus 2 strain 04G
        - non-classé Duck hepatitis virus 2 strain 90D

      - non-classé Duck hepatitis A virus 3
        - non-classé Duck hepatitis A virus FJ01
        - non-classé Duck hepatitis virus 1 strain FS
        - non-classé Duck hepatitis virus 1v
        - non-classé Duck hepatitis virus G
        - non-classé Duck hepatitis virus SD01
        - non-classé Duck hepatitis virus SD02

      - non-classé Duck hepatitis A virus Taiwan/03D
      - non-classé Duck hepatitis virus FC64/CHN/2009
      - non-classé Duck hepatitis virus SH-1/CHN/2010

  - genre Cardiovirus
    - Encephalomyocarditis virus
      - non-classé ECM virus
      - non-classé Encephalomyocarditis virus strain emc-b nondiabetogenic
      - non-classé Encephalomyocarditis virus strain emc-d diabetogenic
      - non-classé Encephalomyocarditis virus strain Rueckert
      - non-classé Maus-Elberfeld virus
      - non-classé Mengo virus
        - non-classé Mengo encephalomyocarditis virus (strain 37A)

      - non-classé Porcine encephalomyocarditis virus

    - Theilovirus
      - non-classé Human TMEV-like cardiovirus
      - non-classé Rat theilovirus 1
      - non-classé Saffold virus
        - non-classé Cardiovirus BR/118/2006
        - non-classé Cardiovirus D/VI2223/2004
        - non-classé Cardiovirus D/VI2229/2004
        - non-classé Cardiovirus D/VI2273/2004
        - non-classé Cardiovirus Hu/CSF-03981/DEU/2007
        - non-classé Cardiovirus Hu/SIDS-347/DEU/2010

      - non-classé Saffold virus 2
      - non-classé Sikhote-Alin virus
      - non-classé Theiler's encephalomyelitis virus
        - non-classé Theiler's encephalomyelitis virus (STRAIN BEAN 8386)
        - non-classé Theiler's encephalomyelitis virus (STRAIN DA)
        - non-classé Theiler's encephalomyelitis virus (STRAIN GDVII)

      - non-classé Theiler's-like virus of rats
      - non-classé Vilyuisk human encephalomyelitis virus

  - genre Cosavirus
    - Cosavirus A
      - non-classé Human cosavirus A
        - non-classé Human cosavirus A* isolates
          - non-classé Human cosavirus A*-0002
          - non-classé Human cosavirus A*-0008
          - non-classé Human cosavirus A*-0012
          - non-classé Human cosavirus A*-0015
          - non-classé Human cosavirus A*-0422
          - non-classé Human cosavirus A*-0768
          - non-classé Human cosavirus A*-0769
          - non-classé Human cosavirus A*-0770
          - non-classé Human cosavirus A*-0969
          - non-classé Human cosavirus A*-0970
          - non-classé Human cosavirus A*-0974
          - non-classé Human cosavirus A*-0976
          - non-classé Human cosavirus A*-1143
          - non-classé Human cosavirus A*-1871
          - non-classé Human cosavirus A*-1892
          - non-classé Human cosavirus A*-2178
          - non-classé Human cosavirus A*-2204
          - non-classé Human cosavirus A*-5008
          - non-classé Human cosavirus A*-5008-2
          - non-classé Human cosavirus A*-5009
          - non-classé Human cosavirus A*-5016
          - non-classé Human cosavirus A*-5019
          - non-classé Human cosavirus A*-5038
          - non-classé Human cosavirus A*-5046
          - non-classé Human cosavirus A*-5048
          - non-classé Human cosavirus A*-5192
          - non-classé Human cosavirus A*-5550
          - non-classé Human cosavirus A*-5842
          - non-classé Human cosavirus A*-6178
          - non-classé Human cosavirus A*-6187
          - non-classé Human cosavirus A*-6341

        - non-classé Human cosavirus A1
        - non-classé Human cosavirus A10
        - non-classé Human cosavirus A11
        - non-classé Human cosavirus A12
        - non-classé Human cosavirus A13
        - non-classé Human cosavirus A14
        - non-classé Human cosavirus A15
        - non-classé Human cosavirus A16
        - non-classé Human cosavirus A17
        - non-classé Human cosavirus A18
        - non-classé Human cosavirus A19
        - non-classé Human cosavirus A2
        - non-classé Human cosavirus A20
        - non-classé Human cosavirus A21
        - non-classé Human cosavirus A22
        - non-classé Human cosavirus A23
        - non-classé Human cosavirus A24
        - non-classé Human cosavirus A3
        - non-classé Human cosavirus A4
        - non-classé Human cosavirus A4-NS
        - non-classé Human cosavirus A5
        - non-classé Human cosavirus A6
        - non-classé Human cosavirus A7
        - non-classé Human cosavirus A8
        - non-classé Human cosavirus A9

  - genre Dicipivirus
    - Cadicivirus A
      - non-classé Canine picodicistrovirus

  - genre Enterovirus
    - Enterovirus A
      - non-classé Baboon enterovirus
      - non-classé Coxsackievirus A10
      - non-classé Coxsackievirus A12
      - non-classé Coxsackievirus A14
      - non-classé Coxsackievirus A16
        - non-classé Coxsackievirus A16 (strain Tainan/5079/98)
        - non-classé Enterovirus Hu/mussels/Mo04-08/2004b/UK
        - non-classé Enterovirus Hu/mussels/Mo04-15/2004b/IE
        - non-classé Enterovirus Hu/mussels/Mo04-30/2004b/IE
        - non-classé Human coxsackievirus A16 (strain G-10)
        - non-classé Human coxsackievirus A16 107/Toyama/1990
        - non-classé Human coxsackievirus A16 120/Toyama/2003
        - non-classé Human coxsackievirus A16 124/Toyama/2002
        - non-classé Human coxsackievirus A16 188/Toyama/2000
        - non-classé Human coxsackievirus A16 223/Toyama/2000
        - non-classé Human coxsackievirus A16 227/Toyama/2002
        - non-classé Human coxsackievirus A16 228/Toyama/2002
        - non-classé Human coxsackievirus A16 24/Toyama/1981
        - non-classé Human coxsackievirus A16 246/Toyama/2002
        - non-classé Human coxsackievirus A16 247/Toyama/2002
        - non-classé Human coxsackievirus A16 248/Toyama/2002
        - non-classé Human coxsackievirus A16 249/Toyama/2002
        - non-classé Human coxsackievirus A16 250/Toyama/2002
        - non-classé Human coxsackievirus A16 251/Toyama/2002
        - non-classé Human coxsackievirus A16 252/Toyama/2002
        - non-classé Human coxsackievirus A16 253/Toyama/2002
        - non-classé Human coxsackievirus A16 255/Toyama/2002
        - non-classé Human coxsackievirus A16 256/Toyama/2002
        - non-classé Human coxsackievirus A16 258/Toyama/2002
        - non-classé Human coxsackievirus A16 259/Toyama/2002
        - non-classé Human coxsackievirus A16 260/Toyama/2002
        - non-classé Human coxsackievirus A16 261/Toyama/2002
        - non-classé Human coxsackievirus A16 262/Toyama/2002
        - non-classé Human coxsackievirus A16 263/Toyama/2002
        - non-classé Human coxsackievirus A16 264/Toyama/2002
        - non-classé Human coxsackievirus A16 265/Toyama/2002
        - non-classé Human coxsackievirus A16 266/Toyama/2002
        - non-classé Human coxsackievirus A16 283/Toyama/2002
        - non-classé Human coxsackievirus A16 290/Toyama/2003
        - non-classé Human coxsackievirus A16 295/Toyama/2002
        - non-classé Human coxsackievirus A16 298/Toyama/2002
        - non-classé Human coxsackievirus A16 355/Toyama/2005
        - non-classé Human coxsackievirus A16 379/Toyama/1984
        - non-classé Human coxsackievirus A16 392/Toyama/1995
        - non-classé Human coxsackievirus A16 418/Toyama/2006
        - non-classé Human coxsackievirus A16 419/Toyama/2006
        - non-classé Human coxsackievirus A16 459/Toyama/2007
        - non-classé Human coxsackievirus A16 460/Toyama/2007
        - non-classé Human coxsackievirus A16 576/Toyama/1988
        - non-classé Human coxsackievirus A16 927/Toyama/1998

      - non-classé Coxsackievirus A2
      - non-classé Coxsackievirus A3
      - non-classé Coxsackievirus A4
      - non-classé Coxsackievirus A5
      - non-classé Coxsackievirus A6
        - non-classé Enterovirus E18

      - non-classé Coxsackievirus A7
      - non-classé Coxsackievirus A8
      - non-classé Enterovirus A120
      - non-classé Enterovirus A71
        - non-classé Enterovirus 5506/SIN/001309
        - non-classé Enterovirus 5536/SIN/001409
        - non-classé Enterovirus 5546/SIN/000009
        - non-classé Enterovirus 5571/SIN/001809
        - non-classé Enterovirus 5589/SIN/001809
        - non-classé Enterovirus 5627/SIN/002009
        - non-classé Enterovirus 5656/SIN/002209
        - non-classé Enterovirus 5666/sin/002209
        - non-classé Enterovirus 5865/sin/000009
        - non-classé Enterovirus TF/SIN/000704
        - non-classé Enterovirus TS/SIN/001002
        - non-classé Human enterovirus 71 (strain 7423/MS/87)
        - non-classé Human enterovirus 71 (strain BRCR)
        - non-classé Human enterovirus 71 185/Toyama/2000
        - non-classé Human enterovirus 71 204/Toyama/1983
        - non-classé Human enterovirus 71 270/Toyama/2003
        - non-classé Human enterovirus 71 271/Toyama/2003
        - non-classé Human enterovirus 71 278/Toyama/1994
        - non-classé Human enterovirus 71 287/Toyama/2003
        - non-classé Human enterovirus 71 338/Toyama/2006
        - non-classé Human enterovirus 71 339/Toyama/2006
        - non-classé Human enterovirus 71 340/Toyama/2006
        - non-classé Human enterovirus 71 341/Toyama/2006
        - non-classé Human enterovirus 71 342/Toyama/2006
        - non-classé Human enterovirus 71 343/Toyama/2006
        - non-classé Human enterovirus 71 346/Toyama/2006
        - non-classé Human enterovirus 71 347/Toyama/2006
        - non-classé Human enterovirus 71 348/Toyama/2006
        - non-classé Human enterovirus 71 349/Toyama/2006
        - non-classé Human enterovirus 71 350/Toyama/2006
        - non-classé Human enterovirus 71 351/Toyama/2006
        - non-classé Human enterovirus 71 353/Toyama/2006
        - non-classé Human enterovirus 71 354/Toyama/2006
        - non-classé Human enterovirus 71 355/Toyama/2006
        - non-classé Human enterovirus 71 763/Toyama/1997
        - non-classé Human enterovirus 71 800/Toyama/1997
        - non-classé Human enterovirus 71 814/Toyama/1997
        - non-classé Human enterovirus 71 818/Toyama/1997
        - non-classé Human enterovirus 71 937/Toyama/1989
        - non-classé Human enterovirus 71 EP/11052/2001
        - non-classé Human enterovirus 71 EP/11168/2000
        - non-classé Human enterovirus 71 EP/12081/2001
        - non-classé Human enterovirus 71 EP/12105/2001
        - non-classé Human enterovirus 71 EP/13372/1998
        - non-classé Human enterovirus 71 EP/17728/1998
        - non-classé Human enterovirus 71 EP/2063/2001
        - non-classé Human enterovirus 71 EP/2353/2002
        - non-classé Human enterovirus 71 EP/2405/2001
        - non-classé Human enterovirus 71 EP/2826/2002
        - non-classé Human enterovirus 71 EP/3267/2002
        - non-classé Human enterovirus 71 EP/449/2000
        - non-classé Human enterovirus 71 EP/4709/2001
        - non-classé Human enterovirus 71 EP/5622/1999
        - non-classé Human enterovirus 71 EP/5746/2001
        - non-classé Human enterovirus 71 EP/7414/1999
        - non-classé Human enterovirus 71 EP/8277/2001
        - non-classé Human enterovirus 71 EP/8300/2004
        - non-classé Human enterovirus 71 EP/9027/1999
        - non-classé Human enterovirus 71 H0/5440/288/2005
        - non-classé Human enterovirus 71 H0/5454/265/2005
        - non-classé Human enterovirus 71 H0/6290/135/2006
        - non-classé Human enterovirus 71 H0/6290/136/2006
        - non-classé Human enterovirus 71 H0/6314/248/2006
        - non-classé Human enterovirus 71 H0/6332/439/2006
        - non-classé Human enterovirus 71 H0/6334/528/2006
        - non-classé Human enterovirus 71 H0/6344/348/2006
        - non-classé Human enterovirus 71 H0/6344/349/2006
        - non-classé Human enterovirus 71 H0/6364/255/2006
        - non-classé Human enterovirus 71 H0/6438/418/2006
        - non-classé Human enterovirus 71 H0/6486/445/2006
        - non-classé Human enterovirus 71 HZ08/Hangzhou/2008
        - non-classé Human enterovirus 71 STH/MCN/2006

      - non-classé Enterovirus A76
      - non-classé Enterovirus A89
      - non-classé Enterovirus A90
      - non-classé Enterovirus A91
      - non-classé Enterovirus A92
      - non-classé Simian enterovirus 19
      - non-classé Simian enterovirus 43
      - non-classé Simian enterovirus 46

    - Enterovirus B
      - non-classé Echovirus E1
        - non-classé Echovirus 1 (strain Farouk / ATCC VR-1038)
        - non-classé Human echovirus 1 (strain Bryson)

      - non-classé Echovirus E11
        - non-classé Echovirus 11 (strain Gregory)

      - non-classé Echovirus E12
        - non-classé Echovirus 12 (strain Travis)

      - non-classé Echovirus E13
      - non-classé Echovirus E14
      - non-classé Echovirus E15
        - non-classé Human echovirus 15/E86

      - non-classé Echovirus E16
        - non-classé Echovirus 16 (strain Harrington)

      - non-classé Echovirus E17
      - non-classé Echovirus E18
      - non-classé Echovirus E19
      - non-classé Echovirus E2
      - non-classé Echovirus E20
      - non-classé Echovirus E21
      - non-classé Echovirus E24
      - non-classé Echovirus E25
      - non-classé Echovirus E26
      - non-classé Echovirus E27
      - non-classé Echovirus E29
      - non-classé Echovirus E3
      - non-classé Echovirus E30
        - non-classé Enterovirus H08-2B-1

      - non-classé Echovirus E31
      - non-classé Echovirus E32
      - non-classé Echovirus E33
      - non-classé Echovirus E4
      - non-classé Echovirus E5
        - non-classé Echovirus 30 (strain Bastianni)
        - non-classé Echovirus 5 (strain Noyce)

      - non-classé Echovirus E6
        - non-classé Echovirus 6 strain Charles
        - non-classé Enterovirus H07-2B-1
        - non-classé Enterovirus I09-2B-1
        - non-classé Enterovirus S04-2B-2
        - non-classé Enterovirus S07-2B-1
        - non-classé Enterovirus S09-1-3
        - non-classé Enterovirus S09-2B-1

      - non-classé Echovirus E7
        - non-classé Enterovirus H07-1-3
        - non-classé Enterovirus S07-2A-1
        - non-classé Enterovirus S10-1-5

      - non-classé Echovirus E8
      - non-classé Echovirus E9
        - non-classé Echovirus 9 strain Barty
        - non-classé Echovirus 9 strain Hill
        - non-classé Enterovirus M-149

      - non-classé Enterovirus B69
      - non-classé Enterovirus B73
        - non-classé Enterovirus CA54-4454
        - non-classé Enterovirus CA55-1988
        - non-classé Enterovirus CA78-1480
        - non-classé Enterovirus OMA95-6498

      - non-classé Enterovirus B74
      - non-classé Enterovirus B75
        - non-classé Untyped enterovirus CT87-7122
        - non-classé Untyped enterovirus CT87-7123
        - non-classé Untyped enterovirus FJ96-71
        - non-classé Untyped enterovirus OK85-6388
        - non-classé Untyped enterovirus VA86-6765

      - non-classé Enterovirus B77
      - non-classé Enterovirus B78
      - non-classé Enterovirus B80
      - non-classé Enterovirus B83
      - non-classé Enterovirus B84
      - non-classé Enterovirus B85
      - non-classé Enterovirus B86
      - non-classé Enterovirus B87
      - non-classé Enterovirus B97
      - non-classé Enterovirus Yanbian 96-83csf
      - non-classé Enterovirus Yanbian 96-85csf
      - non-classé Human coxsackievirus A9
        - non-classé Human coxsackievirus A9 (strain Griggs)
        - non-classé Human coxsackievirus A9B

      - non-classé Human coxsackievirus B1
        - non-classé Coxsackievirus B1 (strain Japan)

      - non-classé Human coxsackievirus B2
        - non-classé Coxsackievirus B2 (strain Ohio-1)

      - non-classé Human coxsackievirus B3
        - non-classé Coxsackievirus B3 (strain Nancy)
        - non-classé Coxsackievirus B3 (strain Woodruff)
        - non-classé Enterovirus A01-2A-1
        - non-classé Enterovirus H02-2A-3
        - non-classé Enterovirus H02-2B-1
        - non-classé Enterovirus H04-2B-2
        - non-classé Enterovirus I01-1-2
        - non-classé Enterovirus S01-2A-1
        - non-classé Enterovirus S02-1-6
        - non-classé Enterovirus S03-1-3
        - non-classé Enterovirus S06-1-1

      - non-classé Human coxsackievirus B4
        - non-classé Coxsackievirus B4 (strain E2)
        - non-classé Coxsackievirus B4 (strain JVB / Benschoten / New York/51)

      - non-classé Human coxsackievirus B5
        - non-classé Coxsackievirus B5 (strain Peterborough / 1954/UK/85)
        - non-classé Enterovirus M-327

      - non-classé Human coxsackievirus B6
        - non-classé Coxsackievirus B6 (strain Schmitt)

      - non-classé Human enterovirus 100
      - non-classé Human enterovirus 101
      - non-classé Human enterovirus 106
      - non-classé Human enterovirus 107
      - non-classé Human enterovirus 79
      - non-classé Human enterovirus 81
      - non-classé Human enterovirus 82
      - non-classé Human enterovirus 88
      - non-classé Human enterovirus 93
      - non-classé Human enterovirus 95
      - non-classé Human enterovirus 98
      - non-classé Simian agent 5
      - non-classé Swine vesicular disease virus
        - non-classé Swine vesicular disease virus (STRAIN H/3 '76)
        - non-classé Swine vesicular disease virus (STRAIN UKG/27/72)

    - Enterovirus C
      - non-classé Coxsackievirus A1
      - non-classé Coxsackievirus A11
      - non-classé Coxsackievirus A13
      - non-classé Coxsackievirus A17
      - non-classé Coxsackievirus A19
      - non-classé Coxsackievirus A20
        - non-classé Human coxsackievirus A20a
        - non-classé Human coxsackievirus A20b

      - non-classé Coxsackievirus A21
        - non-classé Human coxsackievirus A21 Coe

      - non-classé Coxsackievirus A24
        - non-classé Human coxsackievirus A24 EH24/70
        - non-classé Human coxsackievirus A24v Marseille/2012/1
        - non-classé Human enterovirus Hangzhou13-02
        - non-classé Human Enterovirus Mumbai4-03
        - non-classé Human enterovirus Ningbo3-02
        - non-classé Human Enterovirus Pune6-03

      - non-classé Enterovirus C95
      - non-classé Enterovirus C96
      - non-classé Enterovirus C99
      - non-classé Human coxsackievirus A15
      - non-classé Human coxsackievirus A18
      - non-classé Human coxsackievirus A19/22
      - non-classé Human coxsackievirus A22
      - non-classé Human enterovirus C104
      - non-classé Human enterovirus C105
      - non-classé Human enterovirus C109
      - non-classé Human enterovirus C116
      - non-classé Human poliovirus 1
        - non-classé Human poliovirus 1 Mahoney
        - non-classé Human poliovirus 1 strain Sabin

      - non-classé Human poliovirus 2
        - non-classé Human poliovirus 2 strain Sabin
        - non-classé Poliovirus type 2 strain Lansing
        - non-classé Poliovirus type 2 strain W-2

      - non-classé Human poliovirus 3
        - non-classé Human poliovirus 3 strain Sabin
        - non-classé Poliovirus type 3 (strain 23127)
        - non-classé Poliovirus type 3 (strains P3/LEON/37 AND P3/LEON 12A[1]B)

      - non-classé recombinant polioviruses
        - non-classé Human poliovirus 30/ROU/2008
        - non-classé Human poliovirus 40/ROU/2008
        - non-classé Human poliovirus 57/ROU/2008
        - non-classé Human poliovirus 60/ROU/2008
        - non-classé Human poliovirus 78/ROU/2008
        - non-classé Human poliovirus 79/ROU/2008
        - non-classé Human poliovirus 84/ROU/2008

      - non-classé wild poliovirus type 3
      - non-classé unidentified poliovirus

    - Enterovirus D
      - non-classé Entérovirus D68
        - non-classé Human rhinovirus 87

      - non-classé Human enterovirus 70
        - non-classé Human enterovirus 70 (strain J670/71)

      - non-classé Human enterovirus 94
      - non-classé Human enterovirus D111

    - Enterovirus E
      - non-classé Bovine enterovirus strain K2577
      - non-classé Bovine enterovirus strain SL305
      - non-classé Bovine enterovirus strain VG-5-27
      - non-classé Bovine enterovirus type 1

    - Enterovirus F
      - non-classé Bovine enterovirus type 2
      - non-classé Possum enterovirus W1
      - non-classé Possum enterovirus W6

    - Enterovirus G
      - non-classé Ovine enterovirus
      - non-classé Porcine enterovirus 10
      - non-classé Porcine enterovirus 15
      - non-classé Porcine enterovirus 3H
      - non-classé Porcine enterovirus 9
      - non-classé Porcine enterovirus G1
      - non-classé Porcine enterovirus J10

    - Enterovirus H
      - non-classé A-2 plaque virus
      - non-classé Simian enterovirus SA4
      - non-classé Simian enterovirus SV28
      - non-classé Simian enterovirus SV4
      - non-classé Simian picornavirus 7

    - Enterovirus J
    - Rhinovirus A
      - non-classé Human rhinovirus A1
        - non-classé Human rhinovirus 1A
        - non-classé Human rhinovirus 1B

      - non-classé Human rhinovirus A10
      - non-classé Human rhinovirus A100
      - non-classé Human rhinovirus A101
      - non-classé Human rhinovirus A103
      - non-classé Human rhinovirus A11
      - non-classé Human rhinovirus A12
      - non-classé Human rhinovirus A13
      - non-classé Human rhinovirus A15
      - non-classé Human rhinovirus A16
      - non-classé Human rhinovirus A18
      - non-classé Human rhinovirus A19
      - non-classé Human rhinovirus A2
      - non-classé Human rhinovirus A20
      - non-classé Human rhinovirus A21
      - non-classé Human rhinovirus A22
      - non-classé Human rhinovirus A23
      - non-classé Human rhinovirus A24
      - non-classé Human rhinovirus A25
      - non-classé Human rhinovirus A28
      - non-classé Human rhinovirus A29
      - non-classé Human rhinovirus A30
      - non-classé Human rhinovirus A31
      - non-classé Human rhinovirus A32
      - non-classé Human rhinovirus A33
      - non-classé Human rhinovirus A34
      - non-classé Human rhinovirus A36
      - non-classé Human rhinovirus A38
      - non-classé Human rhinovirus A39
      - non-classé Human rhinovirus A40
      - non-classé Human rhinovirus A41
      - non-classé Human rhinovirus A43
      - non-classé Human rhinovirus A44
      - non-classé Human rhinovirus A45
      - non-classé Human rhinovirus A46
      - non-classé Human rhinovirus A47
      - non-classé Human rhinovirus A49
      - non-classé Human rhinovirus A50
      - non-classé Human rhinovirus A51
      - non-classé Human rhinovirus A53
      - non-classé Human rhinovirus A54
      - non-classé Human rhinovirus A55
      - non-classé Human rhinovirus A56
      - non-classé Human rhinovirus A57
      - non-classé Human rhinovirus A58
      - non-classé Human rhinovirus A59
      - non-classé Human rhinovirus A60
      - non-classé Human rhinovirus A61
      - non-classé Human rhinovirus A62
      - non-classé Human rhinovirus A63
      - non-classé Human rhinovirus A64
      - non-classé Human rhinovirus A65
      - non-classé Human rhinovirus A66
      - non-classé Human rhinovirus A67
      - non-classé Human rhinovirus A68
      - non-classé Human rhinovirus A7
      - non-classé Human rhinovirus A71
      - non-classé Human rhinovirus A73
      - non-classé Human rhinovirus A74
      - non-classé Human rhinovirus A75
      - non-classé Human rhinovirus A76
      - non-classé Human rhinovirus A77
      - non-classé Human rhinovirus A78
      - non-classé Human rhinovirus A8
      - non-classé Human rhinovirus A80
      - non-classé Human rhinovirus A81
      - non-classé Human rhinovirus A82
      - non-classé Human rhinovirus A85
      - non-classé Human rhinovirus A88
      - non-classé Human rhinovirus A89
        - non-classé Human rhinovirus 89 ATCC VR-1199

      - non-classé Human rhinovirus A9
      - non-classé Human rhinovirus A90
      - non-classé Human rhinovirus A94
      - non-classé Human rhinovirus A95
      - non-classé Human rhinovirus A96
      - non-classé Human rhinovirus A98

    - Rhinovirus B
      - non-classé Human rhinovirus B14
      - non-classé Human rhinovirus B17
      - non-classé Human rhinovirus B26
      - non-classé Human rhinovirus B27
      - non-classé Human rhinovirus B3
        - non-classé Human rhinovirus 8001 Finland Nov1995

      - non-classé Human rhinovirus B35
      - non-classé Human rhinovirus B37
        - non-classé Human rhinovirus 6253 Finland Sep1994
        - non-classé Human rhinovirus 9166 Finland Sep1995

      - non-classé Human rhinovirus B4
      - non-classé Human rhinovirus B42
      - non-classé Human rhinovirus B48
        - non-classé Human rhinovirus 9864 Finland Sep1996

      - non-classé Human rhinovirus B5
      - non-classé Human rhinovirus B52
      - non-classé Human rhinovirus B6
        - non-classé Human rhinovirus 7425 Finland Dec1995

      - non-classé Human rhinovirus B69
        - non-classé Human rhinovirus 5928 Finland May1995

      - non-classé Human rhinovirus B70
      - non-classé Human rhinovirus B72
      - non-classé Human rhinovirus B79
      - non-classé Human rhinovirus B83
      - non-classé Human rhinovirus B84
        - non-classé Human rhinovirus 8317 Finland Aug1996

      - non-classé Human rhinovirus B86
      - non-classé Human rhinovirus B91
        - non-classé Human rhinovirus 7851 Finland Sep1996

      - non-classé Human rhinovirus B92
      - non-classé Human rhinovirus B93
      - non-classé Human rhinovirus B97
      - non-classé Human rhinovirus B99

    - Rhinovirus C
      - non-classé Human rhinovirus C1
        - non-classé Human rhinovirus NAT001

      - non-classé Human rhinovirus C10
        - non-classé Human rhinovirus QCE

      - non-classé Human rhinovirus C11
      - non-classé Human rhinovirus C12
      - non-classé Human rhinovirus C15
      - non-classé Human rhinovirus C17
      - non-classé Human rhinovirus C18
      - non-classé Human rhinovirus C19
      - non-classé Human rhinovirus C2
        - non-classé Human rhinovirus NAT045

      - non-classé Human rhinovirus C20
      - non-classé Human rhinovirus C22
      - non-classé Human rhinovirus C25
      - non-classé Human rhinovirus C28
      - non-classé Human rhinovirus C3
        - non-classé Human rhinovirus QPM

      - non-classé Human rhinovirus C32
      - non-classé Human rhinovirus C35
      - non-classé Human rhinovirus C36
      - non-classé Human rhinovirus C37
      - non-classé Human rhinovirus C39
      - non-classé Human rhinovirus C40
      - non-classé Human rhinovirus C42
      - non-classé Human rhinovirus C43
      - non-classé Human rhinovirus C49
      - non-classé Human rhinovirus C5
      - non-classé Human rhinovirus C6
      - non-classé Human rhinovirus C7
      - non-classé Human rhinovirus C8
      - non-classé Human rhinovirus C9

  - genre Erbovirus
    - Equine rhinitis B virus
      - non-classé Equine rhinitis B virus 1
        - non-classé Equine rhinitis B virus 1 strain P1436/71

      - non-classé Equine rhinitis B virus 2

  - genre Hepatovirus
    - Hepatitis A virus
      - non-classé Human hepatitis A virus
        - non-classé Human hepatitis A virus Hu/Arizona/HAS-15/1979
        - non-classé Human hepatitis A virus Hu/Australia/HM175/1976
        - non-classé Human hepatitis A virus Hu/China/H2/1982
        - non-classé Human hepatitis A virus Hu/Costa Rica/CR326/1960
        - non-classé Human hepatitis A virus Hu/France/CF-53/1979
        - non-classé Human hepatitis A virus Hu/Georgia/GA76/1976
        - non-classé Human hepatitis A virus Hu/Germany/GBM/1976
        - non-classé Human hepatitis A virus Hu/Japan/HAJ85-1/1985
        - non-classé Human hepatitis A virus Hu/Los Angelos/LA/1975
        - non-classé Human hepatitis A virus Hu/Northern Africa/MBB/1978
        - non-classé Human hepatitis A virus Hu/Norway/NOR-21/1998
        - non-classé Human hepatitis A virus Hu/Sierra Leone/SLF88/1988
        - non-classé Human hepatitis A virus MSM1
        - non-classé Human hepatitis A virus Shanghai/LCDC-1/1984

      - non-classé Simian hepatitis A virus
        - non-classé Simian hepatitis A virus Cercopithecus/Kenya/AGM-27/1985
        - non-classé Simian hepatitis A virus Macaca/Indonesia/JM55/1985
        - non-classé Simian hepatitis A virus Macaca/Philippines/CY-145/1988

  - genre Hunnivirus
    - Hunnivirus A
      - non-classé Bovine hungarovirus 1
      - non-classé Ovine hungarovirus 1
        - non-classé Ovine hungarovirus OHUV1/2009/HUN

  - genre Kobuvirus
    - Aichivirus A
      - non-classé Aichi virus 1
        - non-classé Aichi virus A846/88
        - non-classé Aichi virus human/HUN298/2000/HUN

      - non-classé Canine kobuvirus 1
        - non-classé Canine kobuvirus US-PC0082

      - non-classé Canine kobuvirus CH-1
      - non-classé Feline kobuvirus
      - non-classé Kobuvirus dog/AN211D/USA/2009
      - non-classé Murine kobuvirus 1

    - Aichivirus B
      - non-classé Bovine kobuvirus/NLD71/2007/Netherlands
      - non-classé Bovine kobuvirus/NLD74/2007/Netherlands
      - non-classé Kobuvirus bovine/Aba-Z20/2002/HUN

    - Aichivirus C
      - non-classé Porcine kobuvirus
        - non-classé Kobuvirus pig/Ch-kobu/2008/CHN
        - non-classé Kobuvirus pig/Ch1/2008/CHN
        - non-classé Kobuvirus pig/Ch13/2008/CHN
        - non-classé Kobuvirus pig/Ch14/2008/CHN
        - non-classé Kobuvirus pig/Ch16/2008/CHN
        - non-classé Kobuvirus pig/Ch39/2008/CHN
        - non-classé Kobuvirus pig/Ch4/2008/CHN
        - non-classé Kobuvirus pig/Ch40/2008/CHN
        - non-classé Kobuvirus pig/Ch41/2008/CHN
        - non-classé Kobuvirus pig/Ch5/2008/CHN
        - non-classé Kobuvirus pig/Ch6/2008/CHN
        - non-classé Kobuvirus swine/China/2010
        - non-classé Kobuvirus swine/MF8045/2009/KOR
        - non-classé Kobuvirus swine/MF8047/2009/KOR
        - non-classé Kobuvirus swine/South Korea/2010
        - non-classé Kobuvirus swine/South Korea/2011
        - non-classé Porcine kobuvirus H1/2010/USA
        - non-classé Porcine kobuvirus H10/2012/USA
        - non-classé Porcine kobuvirus H11/2012/USA
        - non-classé Porcine kobuvirus H12/2012/USA
        - non-classé Porcine kobuvirus H13/2012/USA
        - non-classé Porcine kobuvirus H14/2012/USA
        - non-classé Porcine kobuvirus H15/2012/USA
        - non-classé Porcine kobuvirus H16/2012/USA
        - non-classé Porcine kobuvirus H17/2012/USA
        - non-classé Porcine kobuvirus H18/2012/USA
        - non-classé Porcine kobuvirus H19/2012/USA
        - non-classé Porcine kobuvirus H2/2010/USA
        - non-classé Porcine kobuvirus H20/2012/USA
        - non-classé Porcine kobuvirus H21/2012/USA
        - non-classé Porcine kobuvirus H22/2012/USA
        - non-classé Porcine kobuvirus H23/2012/USA
        - non-classé Porcine kobuvirus H24/2012/USA
        - non-classé Porcine kobuvirus H25/2012/USA
        - non-classé Porcine kobuvirus H3/2010/USA
        - non-classé Porcine kobuvirus H4/2010/USA
        - non-classé Porcine kobuvirus H5/2012/USA
        - non-classé Porcine kobuvirus H6/2012/USA
        - non-classé Porcine kobuvirus H7/2012/USA
        - non-classé Porcine kobuvirus H8/2012/USA
        - non-classé Porcine kobuvirus H9/2012/USA
        - non-classé Porcine kobuvirus Japan/2009
        - non-classé Porcine kobuvirus M1/2012/USA
        - non-classé Porcine kobuvirus M10/2012/USA
        - non-classé Porcine kobuvirus M2/2012/USA
        - non-classé Porcine kobuvirus M3/2012/USA
        - non-classé Porcine kobuvirus M4/2012/USA
        - non-classé Porcine kobuvirus M5/2012/USA
        - non-classé Porcine kobuvirus M6/2012/USA
        - non-classé Porcine kobuvirus M7/2012/USA
        - non-classé Porcine kobuvirus M8/2012/USA
        - non-classé Porcine kobuvirus M9/2012/USA
        - non-classé Porcine kobuvirus SH-W-CHN/2010/China
        - non-classé Porcine kobuvirus swine/2007/CHN
        - non-classé Porcine kobuvirus swine/K-30-HUN/2008/HUN
        - non-classé Porcine kobuvirus THA/2001-2003
        - non-classé Porcine kobuvirus THA/2006
        - non-classé Porcine kobuvirus THA/2007
        - non-classé Porcine kobuvirus THA/2008
        - non-classé Porcine kobuvirus/BRA10/2009/Brazil
        - non-classé Porcine kobuvirus/BRA24/2009/Brazil
        - non-classé Porcine kobuvirus/BRA36/2009/Brazil
        - non-classé Porcine kobuvirus/BRA74/2009/Brazil
        - non-classé Porcine kobuvirus/BRA788-3/2009/Brazil
        - non-classé Porcine kobuvirus/NLD45/2008/Netherlands
        - non-classé Porcine kobuvirus/NLD47/2008/Netherlands

      - non-classé Porcine kobuvirus swine/S-1-HUN/2007/Hungary
        - non-classé Kobuvirus pig/JY-2010a/CHN

  - genre Megrivirus
    - Melegrivirus A
      - non-classé Turkey hepatitis virus 0091.1
      - non-classé Turkey hepatitis virus 2993D

  - genre Mosavirus
    - Mosavirus A
      - non-classé Mosavirus A2
      - non-classé Mouse Mosavirus

  - genre Parechovirus
    - Human parechovirus
      - non-classé Human parechovirus 1
        - non-classé Echovirus 22 (strain Harris)
        - non-classé Human parechovirus strain CAU10-NN
        - non-classé Human parechovirus type 1 PicoBank/HPeV1/a

      - non-classé Human parechovirus 10
      - non-classé Human parechovirus 11
      - non-classé Human parechovirus 12
      - non-classé Human parechovirus 13
      - non-classé Human parechovirus 14
      - non-classé Human parechovirus 15
      - non-classé Human parechovirus 16
      - non-classé Human parechovirus 2
        - non-classé Echovirus 23 strain Williamson

      - non-classé Human parechovirus 3
      - non-classé Human parechovirus 4
        - non-classé Human parechovirus strain T73-838
        - non-classé Human parechovirus strain T82-203

      - non-classé Human parechovirus 5
        - non-classé HPeV 5 strain CT86-6760
        - non-classé Human parechovirus strain T82-0169
        - non-classé Human parechovirus strain T82-659
        - non-classé Human parechovirus strain T83-2051

      - non-classé Human parechovirus 6
        - non-classé Human parechovirus type 6 PicoBank/HPeV6/a

      - non-classé Human parechovirus 7
      - non-classé Human parechovirus 8
      - non-classé Human parechovirus 9

    - Ljungan virus
      - non-classé Ljungan virus 1
        - non-classé Ljungan virus 174F
        - non-classé Ljungan virus 87-012

      - non-classé Ljungan virus 2
        - non-classé Ljungan virus 145SL
          - non-classé Clethrionomys glareolus picornavirus

      - non-classé Ljungan virus 3
        - non-classé Ljungan virus M1146

      - non-classé Ljungan virus 4
        - non-classé Ljungan virus 64-7855

  - genre Salivirus
    - Salivirus A
      - non-classé Human klassevirus 1
      - non-classé Salivirus CH
      - non-classé Salivirus NG-F1
      - non-classé Salivirus NG-J1
      - non-classé Salivirus SH1

  - genre Sapelovirus
    - Avian sapelovirus
    - Porcine sapelovirus
      - non-classé Porcine sapelovirus 1

    - Simian sapelovirus
      - non-classé Simian sapelovirus 1
      - non-classé Simian sapelovirus 2
      - non-classé Simian sapelovirus 3

  - genre Senecavirus
    - Seneca valley virus
      - non-classé Seneca Valley virus USA/SSV-001

  - genre Teschovirus
    - Porcine teschovirus
      - non-classé Porcine teschovirus 1
        - non-classé Porcine teschovirus 1 isolate F65

      - non-classé Porcine teschovirus 10
      - non-classé Porcine teschovirus 11
      - non-classé Porcine teschovirus 2
      - non-classé Porcine teschovirus 3
      - non-classé Porcine teschovirus 4
      - non-classé Porcine teschovirus 5
      - non-classé Porcine teschovirus 6
      - non-classé Porcine teschovirus 7
      - non-classé Porcine teschovirus 8
      - non-classé Porcine teschovirus 9

  - genre Tremovirus
    - Avian encephalomyelitis virus
      - non-classé Avian encephalomyelitis virus strain Calnek
      - non-classé Avian encephalomyelitis virus strain L2Z
      - non-classé Avian encephalomyelitis virus strain Van Reokel
- famille des Secoviridae
  - genre Cheravirus
    - Apple latent spherical virus
    - Cherry rasp leaf virus
      - non-classé Cherry rasp leaf virus isolate potato

    - Stocky prune virus

  - sous-famille des Comovirinae
    - genre Comovirus
      - Andean potato mottle virus
      - Bean pod mottle virus
        - non-classé Bean-pod mottle virus (strain Kentucky G7)

      - Bean rugose mosaic virus
      - Broad bean stain virus
      - Broad bean true mosaic virus
      - Cowpea mosaic virus
        - non-classé Cowpea mosaic virus strain SB

      - Cowpea severe mosaic virus
        - non-classé Cowpea severe mosaic virus (strain DG)

      - Radish mosaic virus
      - Red clover mottle virus
      - Squash mosaic virus
        - non-classé Squash mosaic virus (strain melon)

    - genre Fabavirus
      - Broad bean wilt virus 1
        - non-classé Broad bean wilt virus 1 ATCC PV132

      - Broad bean wilt virus 2
        - non-classé Patchouli mild mosaic virus

      - Cucurbit mild mosaic virus
      - Gentian mosaic virus
        - non-classé Mikania micrantha mosaic virus

    - genre Nepovirus
      - Blueberry latent spherical virus
      - Melon mild mottle virus
      - non-classé Subgroup A
        - Arabis mosaic virus
          - non-classé Arabis mosaic virus (isolate Syrah)
          - non-classé Arabis mosaic virus strain NW

        - Grapevine deformation virus
        - Grapevine fanleaf virus
          - non-classé Grapevine fanleaf virus strain NW

        - Potato black ringspot virus
          - non-classé Tobacco ringspot virus - potato calico

        - Raspberry ringspot virus
          - non-classé Raspberry ringspot virus (strain S)
          - non-classé Raspberry ringspot virus strain cherry

        - Tobacco ringspot virus
          - non-classé Tobacco ringspot virus strain Bud Blight

      - non-classé Subgroup B
        - Artichoke italian latent virus
        - Beet ringspot virus
        - Cocoa necrosis virus
        - Cycas necrotic stunt virus
        - Grapevine Anatolian ringspot virus
        - Grapevine chrome mosaic virus
        - Olive latent ringspot virus
        - Tomato black ring virus
          - non-classé Tomato black ring virus (STRAIN C)
          - non-classé Tomato black ring virus (STRAIN E)
          - non-classé Tomato black ring virus (STRAIN L)
          - non-classé Tomato black ring virus (strain MJ)

      - non-classé Subgroup C
        - Apricot latent ringspot virus
        - Artichoke yellow ringspot virus
        - Blackcurrant reversion virus
        - Blueberry leaf mottle virus
        - Cherry leaf roll virus
        - Grapevine Bulgarian latent virus
        - Peach rosette mosaic virus
        - Tomato ringspot virus
          - non-classé Tomato ringspot virus (isolate raspberry)

  - genre Sadwavirus
    - Satsuma dwarf virus
      - non-classé Citrus mosaic sadwavirus
        - non-classé Citrus mosaic sadwavirus strain ND-1

      - non-classé Navel orange infectious mottling virus
      - non-classé Satsuma dwarf virus S-58

  - genre Sequivirus
    - Carrot necrotic dieback virus
    - Dandelion yellow mosaic virus
    - Parsnip yellow fleck virus
      - non-classé Parsnip yellow fleck virus (isolate P-121)

  - genre Torradovirus
    - Tomato marchitez virus
    - Tomato torrado virus
      - non-classé Tomato torrado virus ESP/PRIToTV0301

  - genre Waikavirus
    - Maize chlorotic dwarf virus
    - Rice tungro spherical virus
      - non-classé Rice tungro spherical virus (isolate A)
      - non-classé Rice tungro spherical virus (isolate Vt6)

  - non-classé unassigned Secoviridae
    - Black raspberry necrosis virus
    - Chocolate lily virus A
    - Strawberry latent ringspot virus
    - Strawberry mottle virus
- non-classé unassigned Picornavirales
  - genre Bacillarnavirus
    - Chaetoceros socialis f. radians RNA virus 01
    - Chaetoceros tenuissimus RNA virus 01
    - Rhizosolenia setigera RNA virus 01

  - genre Labyrnavirus
    - Aurantiochytrium single-stranded RNA virus 01